# اینئو
شهر اینئو (به رومانیایی: Ineu) در شهرستان ارد در کشور رومانی واقع شده‌است. جمعیت این شهر ۱۰٬۴۱۶ نفر است.